# 梅里兹河畔勒布雷伊
梅里兹河畔勒布雷伊（法語：Le Breil-sur-Mérize，法語發音：[lə bʁɛj syʁ meʁiz]）是法国萨尔特省的一个市镇，属于马梅尔斯区。

## 地理
梅里兹河畔勒布雷伊（48°0'29"N, 0°28'36"E）面积18.35 平方千米，位于法国卢瓦尔河地区大区萨尔特省，该省份为法国西北部内陆省份，北起顺时针与奥恩省、厄尔-卢瓦省、卢瓦-谢尔省、安德尔-卢瓦尔省、曼恩-卢瓦尔省和马耶讷省接壤，是法国大西部的入口，连接卢瓦尔河谷、布列塔尼和巴黎盆地。
与梅里兹河畔勒布雷伊接壤的市镇（或旧市镇、城区）包括：尼耶勒雅莱、苏利特雷、叙尔丰、迪埃河畔托里涅、梅里兹河畔阿尔德奈、布卢瓦尔、圣米歇尔德沙韦涅。

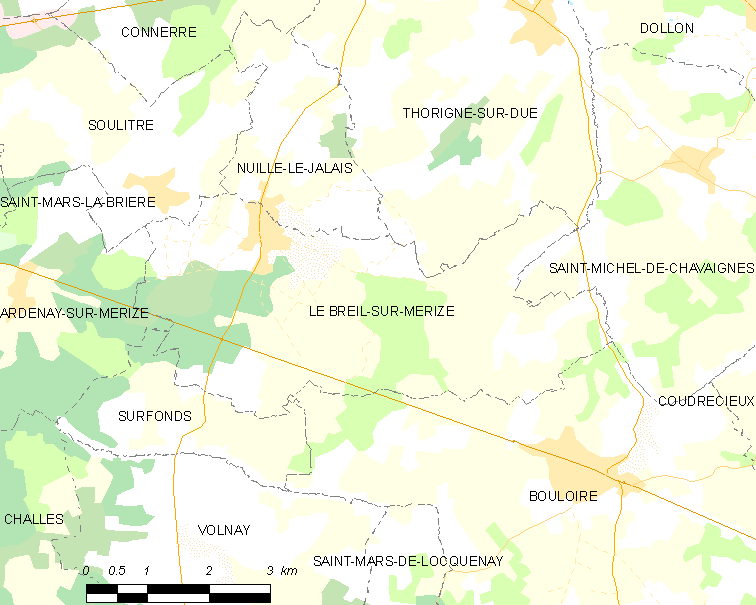
梅里兹河畔勒布雷伊的OSM定位图

梅里兹河畔勒布雷伊的时区为UTC+01:00、UTC+02:00（夏令时）。

## 行政
梅里兹河畔勒布雷伊的邮政编码为72370，INSEE市镇编码为72046。

## 政治
梅里兹河畔勒布雷伊所属的省级选区为萨维涅莱韦克县。

## 人口

1962-2008年间梅里兹河畔勒布雷伊人口变化图示

梅里兹河畔勒布雷伊于2022年1月1日时的人口数量为1562人。